# Star Wars: Episódio V – O Império Contra-Ataca
The Empire Strikes Back (Brasil/Portugal/PALOP: O Império Contra-Ataca), posteriormente lançado como Star Wars: Episode V - The Empire Strikes Back (Brasil/Portugal/PALOP: Star Wars: Episódio V - O Império Contra-Ataca), é um filme épico/space opera norte-americano de 1980 dirigido por Irvin Kershner e escrito por Leigh Brackett e Lawrence Kasdan, com base na história de George Lucas, sendo o segundo filme da saga Star Wars a ser lançado, embora seja o quinto na ordem cronológica.
O filme é ambientado três anos depois de Guerra nas Estrelas. O Império Galáctico, sob a liderança do vilão Darth Vader e do misterioso Imperador, está em busca de Luke Skywalker e o resto da Aliança Rebelde. Enquanto Vader procura incansavelmente o pequeno grupo de amigos de Luke — Han Solo, Princesa Leia Organa e outros — através da galáxia, Luke é ensinado pelo Mestre Yoda a como usar a Força. Quando Vader captura os amigos de Luke, Luke deve decidir se vai completar seu treinamento e se tornar um Cavaleiro Jedi completo ou confrontar Vader e salvá-los.
The Empire Strikes Back foi lançado em 21 de maio de 1980 e inicialmente recebeu críticas mistas, mas desde então tem crescido em grande estima, tornando-se o filme mais aclamado pela crítica da saga Star Wars; hoje é amplamente considerado como um dos melhores filmes de todos os tempos. O filme arrecadou mais de 500 milhões de dólares nos cinemas mundiais, e contêm cenas e música (The Imperial March) facilmente reconhecidos na cultura popular. O subtítulo Episódio V estava presente já na abertura original, em 1980, mas ausente do material de divulgação, o que confundiu o público porque o filme anterior não recebeu nenhuma numeração. Em 1981, Star Wars (1977) foi relançado como Star Wars: Episode IV - A New Hope. O filme foi classificado na posição # 3 no Empire's 2008, uma lista dos 500 melhores filmes de todos os tempos. Tornou-se o filme de maior bilheteria de 1980 e, até o momento, ganhou mais de US$ 538 milhões em todo o mundo a partir de sua execução original e vários relançamentos. Quando ajustada pela inflação, é a segunda maior bilheteria de todos os tempos e a 13.a maior bilheteria da América do Norte. O filme foi seguido por Retorno de Jedi , que foi lançado em 1983.
Em 2010, o filme foi selecionado para preservação no National Film Registry pela Biblioteca do Congresso por ser "culturalmente, historicamente e esteticamente significante".

## Enredo
Três anos após a destruição da Primeira Estrela da Morte, a Aliança Rebelde continua fugindo da ameaça do Império Galáctico, que envia sondas espiãs por toda a Galáxia em busca dos rebeldes. Uma das sondas chega ao planeta gelado de Hoth, onde a Aliança Rebelde montou a base Echo. Han Solo planeja partir para pagar o dinheiro que deve ao gangster Jabba, o Hutt, embora tenha sentimentos pela Princesa Leia Organa, que nega gostar dele.
Luke Skywalker, montado em um Tauntaun, investiga o impacto de um meteorito nas proximidades e é atacado pela criatura das neves Wampa, desmaiando. Ao perceber que Skywalker havia desaparecido, Han sai para procurar seu amigo. Enquanto isso, a frota do Império Galáctico, liderada pelo Lorde Sith Darth Vader, descobre, através da sonda, o esconderijo da Aliança Rebelde e parte para o ataque. Luke desperta após o ataque e se vê preso no teto da caverna da criatura, que estava devorando seu Tauntaun. Luke utiliza a Força para pegar seu sabre de luz, matar o Wampa e se libertar da caverna. Ao sair da caverna, ferido, cansado e em meio a uma grande nevasca, Luke tem uma visão em que Obi-Wan Kenobi diz que ele vá ao planeta pantanoso Dagobah para encontrar Yoda, um grande mestre Jedi que havia treinado Obi-Wan. Luke é então encontrado por Han e resgatado.
Após se recuperar em um tanque de Bacta, Luke se une aos outros pilotos na Batalha de Hoth contra o Império. Os pilotos enfrentaram os gigantescos tanques terrestres do Império, os andadores AT-AT, com suas novas naves planetárias, os Speeders. Após todos os rebeldes evacuarem com sucesso a base Echo, sobram apenas Han, Leia, Chewbacca "Chewie" e C-3PO, que partem na Millenium Falcon. Luke sobrevive à batalha junto com alguns pilotos rebeldes, e logo ele e seu droide astromecânico R2-D2, usando sua X-Wing, vão em busca do planeta Dagobah.
Enquanto isso, a Millenium Falcon é atacada por Destroyers Imperiais, sendo perseguidos por Vader - que os quer por serem próximos a Skywalker. Eles se escondem em uma caverna num gigantesco meteorito num campo de asteroides. Mesmo perdendo muitos homens, Vader não desiste e é contatado pelo seu poderoso mestre, o Imperador Palpatine. Ele informa que Luke é filho de Anakin Skywalker, e Vader pretende tentar levá-lo para o Lado Sombrio da Força. Luke e R2 finalmente chegam a Dagobah, mas sua nave fica presa em um lago. Luke é surpreendido por um alienígena verde muito pequeno e velho, que quer ajudá-lo a encontrar Yoda e o leva a sua casa em uma árvore. Lá, eles entram em contato com o espírito de Obi-Wan, e o homenzinho verde e frágil se revela como o próprio Yoda (um dos maiores mestres Jedi que já existiu e o único que restou), que aceita treinar Luke e lhe ensinar os caminhos da Força.
Enquanto isso, Han e Leia começam a se apaixonar. Ao se depararem com criaturas parasitas na caverna do asteroide, chamadas Mynocks, eles fogem da caverna - que descobrem ser uma colossal criatura espacial similar a uma minhoca, que tenta devorar a nave mas não consegue. Devido ao ataque dos caças imperiais e dos Mynocks (que roeram os cabos de força), a Millenium Falcon fica debilitada e não consegue ativar seu hiperpropulsor para escapar. Han se esconde atrás de um Destroyer e depois foge sem que o Império perceba. O que eles não sabem é que Vader colocou vários caçadores de recompensa atrás da Falcon, e um deles, Boba Fett (a serviço de Jabba), os segue pelo espaço sem que percebam.
Em Dagobah (um planeta tropical escuro e úmido, cheio de criaturas reptilianas), Luke treina duro com Yoda, que lhe ensina a evitar o Lado Sombrio da Força. Ele envia Luke para uma caverna próxima onde o Lado Sombrio é poderoso, afirmando que dentro dela ele só encontraria o que levasse consigo. Dentro da caverna, Luke encontra Vader e duela brevemente com ele, decapitando-o; porém, dentro do capacete de Vader está seu próprio rosto. Luke então finalmente começa a dominar a Força.
Han, Leia, Chewie e C-3PO vão até a Cidade das Nuvens, uma mega instalação flutuante no sistema Bespin, onde Han encontra seu velho amigo Lando Calrissian, chefe do local. Lando diz que vai consertar a Falcon e convida Han e seus amigos a passar um tempo na cidade. Luke, durante seu treinamento, tem uma visão do futuro em que seus amigos estão sofrendo, e decide partir para ajudá-los. Yoda e Obi-Wan afirmam que Luke precisa completar seu treinamento ou não vencerá Vader e o Imperador. Luke parte, prometendo retornar e terminar o treinamento de Cavaleiro Jedi.
C-3PO desaparece em Bespin, Chewie o encontra desmontado e tenta consertá-lo, mas não consegue colocar suas pernas, carregando-o nas costas. Lando chama Han, Leia e Chewie para jantar e, quando a porta da sala de jantar se abre, Vader os está esperando. Lando fez um acordo com Vader e, se ele o ajudasse, o Império pararia de tentar obter o controle de Bespin. Os quatro são feitos prisioneiros, e Han é torturado (para a angústia de Lando, que se arrepende de ter traído seu velho amigo). O Lorde Sith leva todos para uma sala de congelamento, onde planeja congelar o capitão Solo para verificar se ele sobrevive, planejando usar o método em Luke para levá-lo ao Imperador. Han se despede de Leia e os dois declaram seu amor; ele manda Chewie, com C-3PO nas costas, cuidar da princesa. Han é congelado em Carbonita e sobrevive em um estado perfeito de hibernação. Lando fica abalado quando Vader entrega Han a Fett que ficará com Leia e Chewie. 
Arrependido por sua traição, Lando e sua equipe resgatam Léia, Chewie, C-3PO. Luke chega a Bespin, e ao entrar na cidade, se separa de R2, que encontra os outros e os ajuda em sua fuga. Luke é atraído à sala de Carbonita e lá encontra Vader o esperando. Ambos se enfrentam em um duelo de sabres de luz, durante o qual Vader diz estar impressionado com Luke (após tentar congelar o jovem em Carbonita, que dá um salto com a Força) e tenta atraí-lo ao Lado Sombrio da Força, utilizando seus maiores conhecimentos da Força para atacar Luke e deixá-lo cansado e ferido. Enquanto Lando, C-3PO, R2-D2, Chewie e Leia lutam contra os Stormtroopers para chegar à Millenium Falcon, Luke e Vader chegam a uma gigantesca área de ventilação e manutenção redonda, extremamente larga e funda. Vader corta a mão direita de Luke junto com seu sabre de luz, deixando-o à beira do imenso vão, exausto e ferido, pendurado na antena. Vader diz que Luke pode se unir a ele e ambos destruirão o Imperador e governarão a Galáxia. Luke se recusa a se unir ao assassino de seu pai, mas Vader revela que ele próprio é na realidade Anakin Skywalker, seu pai. Luke se recusa a acreditar e, sem esperanças, se joga no abismo, caindo num sistema de ventilação que o joga para fora da cidade - que fica no céu. Ele se segura em uma pequena antena abaixo da cidade e não tem forças para continuar ali por muito tempo. Porém, usando a Força, ele consegue chamar Leia através de telepatia. Leia e os outros na Falcon voltam e resgatam Luke da morte certa. R2 finalmente consegue consertar a hiper-propulsão, e a nave escapa de Bespin.
Mais tarde, em um ponto de encontro seguro da Aliança Rebelde, Lando, agora aliado da Aliança, parte na Falcon com Chewie para resgatar Han, que foi aprisionado por Jabba. Em uma cena final, um droide médico dá a Luke uma mão robótica avançada; e ele, Léia, R2 e C-3PO contemplam a Galáxia enquanto Lando e Chewie decolam com a Falcon.

## Enquadramento no universoStar Wars
| Filmes e séries | Filmes e séries                     | Calendário ficcional (em anos) | Calendário ficcional (em anos) | Calendário ficcional (em anos) | Calendário ficcional (em anos) | Calendário ficcional (em anos) | Calendário ficcional (em anos) | Calendário ficcional (em anos) | Calendário ficcional (em anos) | Calendário ficcional (em anos) | Calendário ficcional (em anos) | Calendário ficcional (em anos) | Calendário ficcional (em anos) | Calendário ficcional (em anos) | Calendário ficcional (em anos) | Calendário ficcional (em anos) | Calendário ficcional (em anos) | Calendário ficcional (em anos) | Calendário ficcional (em anos) | Calendário ficcional (em anos) | Calendário ficcional (em anos) | Calendário ficcional (em anos) | Calendário ficcional (em anos) | Calendário ficcional (em anos) | Calendário ficcional (em anos) | Calendário ficcional (em anos) | Calendário ficcional (em anos) | Calendário ficcional (em anos) | Calendário ficcional (em anos) | Calendário ficcional (em anos) | Calendário ficcional (em anos) | Calendário ficcional (em anos) | Calendário ficcional (em anos) | Calendário ficcional (em anos) | Calendário ficcional (em anos) | Calendário ficcional (em anos) | Calendário ficcional (em anos) | Calendário ficcional (em anos) | Calendário ficcional (em anos) | Calendário ficcional (em anos) | Calendário ficcional (em anos) | Calendário ficcional (em anos) | Calendário ficcional (em anos) | Calendário ficcional (em anos) | Calendário ficcional (em anos) | Calendário ficcional (em anos) | Calendário ficcional (em anos) | Calendário ficcional (em anos) | Calendário ficcional (em anos) | Calendário ficcional (em anos) | Calendário ficcional (em anos) |
| Filmes e séries | Filmes e séries                     | Antes da Batalha de Yavin      | Antes da Batalha de Yavin      | Antes da Batalha de Yavin      | Antes da Batalha de Yavin      | Antes da Batalha de Yavin      | Antes da Batalha de Yavin      | Antes da Batalha de Yavin      | Antes da Batalha de Yavin      | Antes da Batalha de Yavin      | Antes da Batalha de Yavin      | Antes da Batalha de Yavin      | Antes da Batalha de Yavin      | Antes da Batalha de Yavin      | Antes da Batalha de Yavin      | Antes da Batalha de Yavin      | Antes da Batalha de Yavin      | Antes da Batalha de Yavin      | Antes da Batalha de Yavin      | Antes da Batalha de Yavin      | Antes da Batalha de Yavin      | Antes da Batalha de Yavin      | Antes da Batalha de Yavin      | Antes da Batalha de Yavin      | Antes da Batalha de Yavin      | Antes da Batalha de Yavin      | Antes da Batalha de Yavin      | Antes da Batalha de Yavin      | Antes da Batalha de Yavin      | Antes da Batalha de Yavin      | Antes da Batalha de Yavin      | Depois da Batalha de Yavin     | Depois da Batalha de Yavin     | Depois da Batalha de Yavin     | Depois da Batalha de Yavin     | Depois da Batalha de Yavin     | Depois da Batalha de Yavin     | Depois da Batalha de Yavin     | Depois da Batalha de Yavin     | Depois da Batalha de Yavin     | Depois da Batalha de Yavin     | Depois da Batalha de Yavin     | Depois da Batalha de Yavin     | Depois da Batalha de Yavin     | Depois da Batalha de Yavin     | Depois da Batalha de Yavin     | Depois da Batalha de Yavin     | Depois da Batalha de Yavin     | Depois da Batalha de Yavin     | Depois da Batalha de Yavin     | Depois da Batalha de Yavin     |
| Filmes e séries | Filmes e séries                     | 33                             | 32                             | 31                             | 30–24                          | 23                             | 22                             | 21                             | 20                             | 19                             | 18                             | 17                             | 16                             | 15                             | 14                             | 13                             | 12                             | 11                             | 10                             | 9                              | 8                              | 7                              | 6                              | 5                              | 4                              | 3                              | 2                              | 1                              | 0                              | 0                              | 0                              | 0                              | 1                              | 2                              | 3                              | 4                              | 5                              | 6                              | 7                              | 8                              | 9                              | 10                             | 11                             | 12–31                          | 32                             | 33                             | 34                             | 34                             | 35                             | 36-49                          | 50                             |
| --- | ----------------------------------- | ------------------------------ | ------------------------------ | ------------------------------ | ------------------------------ | ------------------------------ | ------------------------------ | ------------------------------ | ------------------------------ | ------------------------------ | ------------------------------ | ------------------------------ | ------------------------------ | ------------------------------ | ------------------------------ | ------------------------------ | ------------------------------ | ------------------------------ | ------------------------------ | ------------------------------ | ------------------------------ | ------------------------------ | ------------------------------ | ------------------------------ | ------------------------------ | ------------------------------ | ------------------------------ | ------------------------------ | ------------------------------ | ------------------------------ | ------------------------------ | ------------------------------ | ------------------------------ | ------------------------------ | ------------------------------ | ------------------------------ | ------------------------------ | ------------------------------ | ------------------------------ | ------------------------------ | ------------------------------ | ------------------------------ | ------------------------------ | ------------------------------ | ------------------------------ | ------------------------------ | ------------------------------ | ------------------------------ | ------------------------------ | ------------------------------ | ------------------------------ |
| A Ameaça Fantasma Ataque dos Clones A Vingança dos Sith |                                     |                                | I                              |                                |                                |                                | II                             |                                |                                | III                            |                                |                                |                                |                                |                                |                                |                                |                                |                                |                                |                                |                                |                                |                                |                                |                                |                                |                                |                                |                                |                                |                                |                                |                                |                                |                                |                                |                                |                                |                                |                                |                                |                                |                                |                                |                                |                                |                                |                                |                                |                                |
| Uma Nova Esperança O Império Contra-Ataca O Regresso de Jedi |                                     |                                |                                |                                | IV                             | IV                             | V                              | VI                             |                                |                                |                                |                                |                                |                                |                                |                                |                                |                                |                                |                                |                                |                                |                                |                                |                                |                                |                                |                                |                                |                                |                                |                                |                                |                                |                                |                                |                                |                                |                                |                                |                                |                                |                                |                                |                                |                                |                                |                                |                                |                                |                                |
| O Despertar da Força Os Últimos Jedi A Ascensão de Skywalker |                                     |                                |                                |                                |                                | VII                            | VIII                           | IX                             |                                |                                |                                |                                |                                |                                |                                |                                |                                |                                |                                |                                |                                |                                |                                |                                |                                |                                |                                |                                |                                |                                |                                |                                |                                |                                |                                |                                |                                |                                |                                |                                |                                |                                |                                |                                |                                |                                |                                |                                |                                |                                |                                |
| Rogue One Solo |                                     | a                              | R1                             |                                |                                |                                |                                |                                |                                |                                |                                |                                |                                |                                |                                |                                |                                |                                |                                |                                |                                |                                |                                |                                |                                |                                |                                |                                |                                |                                |                                |                                |                                |                                |                                |                                |                                |                                |                                |                                |                                |                                |                                |                                |                                |                                |                                |                                |                                |                                |                                |
| Rogue One Solo | a                                   | S                              |                                |                                |                                |                                |                                |                                |                                |                                |                                |                                |                                |                                |                                |                                |                                |                                |                                |                                |                                |                                |                                |                                |                                |                                |                                |                                |                                |                                |                                |                                |                                |                                |                                |                                |                                |                                |                                |                                |                                |                                |                                |                                |                                |                                |                                |                                |                                |                                |                                |
| The Clone Wars (+ Filme) The Bad Batch Obi-Wan Kenobi Rebels Andor Resistance The Mandalorian O Livro de Boba Fett Ahsoka |                                     | Clone Wars                     | Clone Wars                     | Clone Wars                     | Clone Wars                     |                                |                                |                                |                                |                                |                                |                                |                                |                                |                                |                                |                                |                                |                                |                                |                                |                                |                                |                                |                                |                                |                                |                                |                                |                                |                                |                                |                                |                                |                                |                                |                                |                                |                                |                                |                                |                                |                                |                                |                                |                                |                                |                                |                                |                                |                                |
| The Clone Wars (+ Filme) The Bad Batch Obi-Wan Kenobi Rebels Andor Resistance The Mandalorian O Livro de Boba Fett Ahsoka |                                     |                                | BB                             |                                |                                |                                |                                |                                |                                |                                |                                |                                |                                |                                |                                |                                |                                |                                |                                |                                |                                |                                |                                |                                |                                |                                |                                |                                |                                |                                |                                |                                |                                |                                |                                |                                |                                |                                |                                |                                |                                |                                |                                |                                |                                |                                |                                |                                |                                |                                |                                |
| The Clone Wars (+ Filme) The Bad Batch Obi-Wan Kenobi Rebels Andor Resistance The Mandalorian O Livro de Boba Fett Ahsoka |                                     | K                              |                                |                                |                                |                                |                                |                                |                                |                                |                                |                                |                                |                                |                                |                                |                                |                                |                                |                                |                                |                                |                                |                                |                                |                                |                                |                                |                                |                                |                                |                                |                                |                                |                                |                                |                                |                                |                                |                                |                                |                                |                                |                                |                                |                                |                                |                                |                                |                                |                                |
| The Clone Wars (+ Filme) The Bad Batch Obi-Wan Kenobi Rebels Andor Resistance The Mandalorian O Livro de Boba Fett Ahsoka |                                     | Rebels                         | Rebels                         | Rebels                         | Rebels                         | Rebels                         | Rebels                         | b                              |                                |                                |                                |                                |                                |                                |                                |                                |                                |                                |                                |                                |                                |                                |                                |                                |                                |                                |                                |                                |                                |                                |                                |                                |                                |                                |                                |                                |                                |                                |                                |                                |                                |                                |                                |                                |                                |                                |                                |                                |                                |                                |                                |
| The Clone Wars (+ Filme) The Bad Batch Obi-Wan Kenobi Rebels Andor Resistance The Mandalorian O Livro de Boba Fett Ahsoka | Andor                               |                                |                                |                                |                                |                                |                                |                                |                                |                                |                                |                                |                                |                                |                                |                                |                                |                                |                                |                                |                                |                                |                                |                                |                                |                                |                                |                                |                                |                                |                                |                                |                                |                                |                                |                                |                                |                                |                                |                                |                                |                                |                                |                                |                                |                                |                                |                                |                                |                                |                                |
| The Clone Wars (+ Filme) The Bad Batch Obi-Wan Kenobi Rebels Andor Resistance The Mandalorian O Livro de Boba Fett Ahsoka |                                     |                                |                                |                                |                                | Resistance                     |                                |                                |                                |                                |                                |                                |                                |                                |                                |                                |                                |                                |                                |                                |                                |                                |                                |                                |                                |                                |                                |                                |                                |                                |                                |                                |                                |                                |                                |                                |                                |                                |                                |                                |                                |                                |                                |                                |                                |                                |                                |                                |                                |                                |                                |
| The Clone Wars (+ Filme) The Bad Batch Obi-Wan Kenobi Rebels Andor Resistance The Mandalorian O Livro de Boba Fett Ahsoka | M                                   |                                |                                |                                |                                |                                |                                |                                |                                |                                |                                |                                |                                |                                |                                |                                |                                |                                |                                |                                |                                |                                |                                |                                |                                |                                |                                |                                |                                |                                |                                |                                |                                |                                |                                |                                |                                |                                |                                |                                |                                |                                |                                |                                |                                |                                |                                |                                |                                |                                |                                |
| The Clone Wars (+ Filme) The Bad Batch Obi-Wan Kenobi Rebels Andor Resistance The Mandalorian O Livro de Boba Fett Ahsoka | BF                                  |                                |                                |                                |                                |                                |                                |                                |                                |                                |                                |                                |                                |                                |                                |                                |                                |                                |                                |                                |                                |                                |                                |                                |                                |                                |                                |                                |                                |                                |                                |                                |                                |                                |                                |                                |                                |                                |                                |                                |                                |                                |                                |                                |                                |                                |                                |                                |                                |                                |                                |
| The Clone Wars (+ Filme) The Bad Batch Obi-Wan Kenobi Rebels Andor Resistance The Mandalorian O Livro de Boba Fett Ahsoka | A                                   |                                |                                |                                |                                |                                |                                |                                |                                |                                |                                |                                |                                |                                |                                |                                |                                |                                |                                |                                |                                |                                |                                |                                |                                |                                |                                |                                |                                |                                |                                |                                |                                |                                |                                |                                |                                |                                |                                |                                |                                |                                |                                |                                |                                |                                |                                |                                |                                |                                |                                |
| Era | Era                                 | Queda dos Jedi                 | Queda dos Jedi                 | Queda dos Jedi                 | Queda dos Jedi                 | Queda dos Jedi                 | Queda dos Jedi                 | Queda dos Jedi                 | Queda dos Jedi                 | Queda dos Jedi                 | Ascensão do Império            | Ascensão do Império            | Ascensão do Império            | Ascensão do Império            | Ascensão do Império            | Ascensão do Império            | Ascensão do Império            | Ascensão do Império            | Ascensão do Império            | Ascensão do Império            | Ascensão do Império            | Ascensão do Império            | Ascensão do Império            | Era da Rebelião                | Era da Rebelião                | Era da Rebelião                | Era da Rebelião                | Era da Rebelião                | Era da Rebelião                | Era da Rebelião                | Era da Rebelião                | Era da Rebelião                | Era da Rebelião                | Era da Rebelião                | Era da Rebelião                | Era da Rebelião                | Era da Rebelião                | A Nova República               | A Nova República               | A Nova República               | A Nova República               | A Nova República               | A Nova República               | A Nova República               | A Nova República               | Ascensão da Primeira Ordem     | Ascensão da Primeira Ordem     | Ascensão da Primeira Ordem     | Ascensão da Primeira Ordem     |                                | A Nova Ordem Jedi              |
| \| \| Prequela (Episódios I–III) \| \| \| Trilogia Original (Episódios IV–VI) \| \| \| Sequela (Episódios VII–IX) \| \| \| Filmes A Star Wars Story \| \| \| Séries \| a: Prólogo b: Epílogo Os episódios da web série Star Wars: Força do Destino passam-se em alturas diferentes, o que dificulta a sua inserção no cronograma. Também estão excluídos minisséries, contos, bandas desenhadas e livros do cânone oficial do Star-Wars, bem como o parque temático Star Wars: Galaxy’s Edge (entre VIII e IX). A cronologia usa o calendário ficcional do universo Star-Wars em anos antes e depois da Batalha de Yavin. A Batalha de Yavin IV representa o final do Episódio IV, em que Luke Skywalker e os rebeldes destroem a primeira Estrela da Morte. |                                     |                                |                                |                                |                                |                                |                                |                                |                                |                                |                                |                                |                                |                                |                                |                                |                                |                                |                                |                                |                                |                                |                                |                                |                                |                                |                                |                                |                                |                                |                                |                                |                                |                                |                                |                                |                                |                                |                                |                                |                                |                                |                                |                                |                                |                                |                                |                                |                                |                                |                                |
| | Prequela (Episódios I–III)          |                                |                                |                                |                                |                                |                                |                                |                                |                                |                                |                                |                                |                                |                                |                                |                                |                                |                                |                                |                                |                                |                                |                                |                                |                                |                                |                                |                                |                                |                                |                                |                                |                                |                                |                                |                                |                                |                                |                                |                                |                                |                                |                                |                                |                                |                                |                                |                                |                                |                                |
| | Trilogia Original (Episódios IV–VI) |                                |                                |                                |                                |                                |                                |                                |                                |                                |                                |                                |                                |                                |                                |                                |                                |                                |                                |                                |                                |                                |                                |                                |                                |                                |                                |                                |                                |                                |                                |                                |                                |                                |                                |                                |                                |                                |                                |                                |                                |                                |                                |                                |                                |                                |                                |                                |                                |                                |                                |
| | Sequela (Episódios VII–IX)          |                                |                                |                                |                                |                                |                                |                                |                                |                                |                                |                                |                                |                                |                                |                                |                                |                                |                                |                                |                                |                                |                                |                                |                                |                                |                                |                                |                                |                                |                                |                                |                                |                                |                                |                                |                                |                                |                                |                                |                                |                                |                                |                                |                                |                                |                                |                                |                                |                                |                                |
| | Filmes A Star Wars Story            |                                |                                |                                |                                |                                |                                |                                |                                |                                |                                |                                |                                |                                |                                |                                |                                |                                |                                |                                |                                |                                |                                |                                |                                |                                |                                |                                |                                |                                |                                |                                |                                |                                |                                |                                |                                |                                |                                |                                |                                |                                |                                |                                |                                |                                |                                |                                |                                |                                |                                |
| | Séries                              |                                |                                |                                |                                |                                |                                |                                |                                |                                |                                |                                |                                |                                |                                |                                |                                |                                |                                |                                |                                |                                |                                |                                |                                |                                |                                |                                |                                |                                |                                |                                |                                |                                |                                |                                |                                |                                |                                |                                |                                |                                |                                |                                |                                |                                |                                |                                |                                |                                |                                |

## Elenco
| Ator/Atriz                                                   | Personagem          |
| ------------------------------------------------------------ | ------------------- |
| Mark Hamill                                                  | Luke Skywalker      |
| Harrison Ford                                                | Han Solo            |
| Carrie Fisher                                                | Princesa Leia       |
| Billy Dee Williams                                           | Lando Calrissian    |
| David Prowse James Earl Jones (voz)                          | Darth Vader         |
| Anthony Daniels                                              | C-3PO               |
| Kenny Baker                                                  | R2-D2               |
| Peter Mayhew                                                 | Chewbacca           |
| Alec Guinness                                                | Obi-Wan Kenobi      |
| Frank Oz                                                     | Yoda                |
| Jeremy Bulloch                                               | Boba Fett           |
| Clive Revill (versão de 1980) Ian McDiarmid (versão de 2004) | Imperador Palpatine |

## Produção

### Roteiro

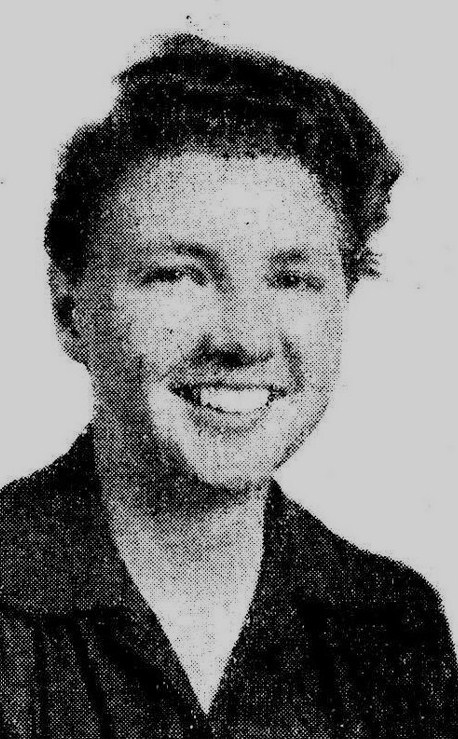
Leigh Brackett, escritora e roteirista

Para a sequência, George Lucas contratou a escritora de ficção científica e roteirista Leigh Brackett, conhecida como "A rainha da space opera", no final de 1977 por uma semana, os dois discutiram a história durante as reuniões dedicadas especificamente para isso. As sessões foram gravadas e transcritas, mas nunca tornadas públicas. Somente quando o roteiro original foi publicado em 2010, foi revelado que a contribuição real da escritora. No primeiro esboço de Brackett, o pai de Luke aparece como um fantasma para instruir Luke, ele releva que Luke tem uma irmã-gêmea chamada Nellith Skywalker e que está também é uma padawan (aprendiz de jedi), ela foi separada dele pelo pai, a fim de que ela não fosse encontrada por Darth Vader.
Brackett terminou seu primeiro esboço no início de 1978; Lucas disse que estava desapontado com  o roteiro dela, mas antes que ele pudesse discutir com ela, ela viria a falecer, vítima de de câncer. Com nenhum escritor disponível, Lucas teve de escrever o seu esboço sozinho. Foi este esboço que Lucas usou pela primeira vez a palavra "Episódio" para a numeração dos filmes; The Empire Strikes Back foi listado como Episódio V.
Como Michael Kaminski argumenta em The Secret History of Star Wars, a decepção com o primeiro esboço provavelmente fez Lucas considerar diferentes direções em que poderia levar a história. Ele fez uso de uma nova reviravolta na história: Darth Vader afirma ser o pai de Luke. Este novo ponto de história de Darth Vader sendo o pai de Luke teve efeitos drásticos sobre a série. Michael Kaminski argumenta em seu livro que é pouco provável que o ponto da trama havia sido seriamente considerado ou mesmo concebido antes de 1978, e que o primeiro filme foi claramente operando sob um enredo alternativo, onde Vader foi separada do pai de Luke; Essa não é uma única referência a este ponto da trama antes de 1978. Depois de escrever o segundo e terceiro projetos de The Empire Strikes Back, no ponto em que foi introduzido o pai de Luke, Lucas avaliou uma nova história que ele havia criado: Anakin Skywalker era aluno brilhante de Ben Kenobi e teve um filho chamado Luke, mas foi influenciado para o Lado Sombrio pelo Imperador Palpatine (que se tornou um Sith e não simplesmente um político). Anakin lutou com Ben Kenobi em um vulcão e foi ferido, mas depois ressuscitou como Darth Vader. Enquanto isso, Kenobi escondeu Luke em Tatooine enquanto a República se tornou o Império e Vader sistematicamente perseguiu e matou os Jedis.
Com esta nova história de fundo no lugar, Lucas decidiu que a série seria uma trilogia, com The Empire Strikes Back sendo chamado de Episódio V. Lawrence Kasdan, que tinha acabado de escrever Raiders of the Lost Ark, foi então contratado para escrever os próximos rascunhos, e foi dada uma contribuição adicional, com a entrada do diretor Irvin Kershner. Kasdan, Kershner, e o produtor Gary Kurtz viram The Empire Strikes Back como um filme mais sério e adulto, graças ao novo enredo, mais escuro, e desenvolveu a série a partir das raízes de aventura leve do primeiro filme.

## Relançamento em 3D
Em setembro de 2010, a Lucasfilm anunciou que todos os seis filmes da saga Star Wars seriam convertidos em 3D e relançados nos cinemas em ordem cronológica. Começando por A Ameaça Fantasma, que teve seu relançamento em 2012.